# Jørn Skaarup
Jørn Skaarup (* 13. September 1925 in Nykøbing Falster; † 11. Februar 1987) war ein dänischer Badmintonspieler.

## Sportliche Karriere
Skaarup wurde in der Zeit nach dem Zweiten Weltkrieg elfmal dänischer Meister in den Einzeldisziplinen. Die inoffiziellen Weltmeisterschaften, die All England, gewann er dreimal. 1948 siegte er im Einzel und im Mixed mit Kirsten Thorndahl. 1950 siegte er im Doppel mit Preben Dabelsteen. Im Finale der Erstauflage des Thomas Cups verlor er 1949 mit dem dänischen Team gegen Malaysia. Bei den German Open 1956 siegte er im Doppel mit Jørgen Hammergaard Hansen.

## Sportliche Erfolge
| Saison    | Veranstaltung                               | Disziplin    | Platz | Partner/in                          |
| --------- | ------------------------------------------- | ------------ | ----- | ----------------------------------- |
| 1945/1946 | Dänemark: Internationale Meisterschaften    | Herrendoppel | 1     | Preben Dabelsteen, Nykøbing F       |
| 1945/1946 | Dänemark: Einzelmeisterschaften             | Herrendoppel | 1     | Preben Dabelsteen                   |
| 1946/1947 | Dänemark: Einzelmeisterschaften             | Herreneinzel | 1     | -                                   |
| 1946/1947 | Dänemark: Internationale Meisterschaften    | Herrendoppel | 1     | Preben Dabelsteen                   |
| 1946/1947 | Dänemark: Einzelmeisterschaften             | Herrendoppel | 1     | Preben Dabelsteen, Frederiksberg BK |
| 1947      | All England                                 | Herrendoppel | 2     | Jørn Skaarup                        |
| 1947/1948 | Dänemark: Einzelmeisterschaften             | Herreneinzel | 1     | -                                   |
| 1947/1948 | Dänemark: Einzelmeisterschaften             | Mixed        | 1     | Tonny Ahm, Gentofte BK              |
| 1947/1948 | Dänemark: Einzelmeisterschaften             | Herrendoppel | 1     | Preben Dabelsteen, Københavns BK    |
| 1947/1948 | Dänemark: Internationale Meisterschaften    | Herreneinzel | 1     | -                                   |
| 1948      | All England                                 | Mixed        | 1     | Kirsten Thorndahl                   |
| 1948      | All England                                 | Herreneinzel | 1     | -                                   |
| 1948      | Thomas Cup                                  | Mannschaft   | 2     | Dänemark                            |
| 1949/1950 | Dänemark: Einzelmeisterschaften             | Herreneinzel | 1     | -                                   |
| 1950      | All England                                 | Herrendoppel | 1     | Preben Dabelsteen                   |
| 1950      | All England                                 | Mixed        | 2     | B. Rostgaard Frohne                 |
| 1950/1951 | Dänemark: Einzelmeisterschaften             | Herrendoppel | 1     | Preben Dabelsteen                   |
| 1951/1952 | Dänemark: Internationale Meisterschaften    | Herreneinzel | 1     | -                                   |
| 1953/1954 | Dänemark: Einzelmeisterschaften             | Herreneinzel | 1     | -                                   |
| 1954      | Niederlande: Internationale Meisterschaften | Mixed        | 1     | Annelise Hansen                     |
| 1954      | Niederlande: Internationale Meisterschaften | Herrendoppel | 1     | Preben Dabelsteen (DEN)             |
| 1955/1956 | Deutschland: Internationale Meisterschaften | Herrendoppel | 1     | Jørgen Hammergaard Hansen           |
| 1955/1956 | Dänemark: Internationale Meisterschaften    | Mixed        | 1     | Anni Jørgensen                      |
| 1955/1956 | Dänemark: Einzelmeisterschaften             | Mixed        | 1     | Anni Jørgensen                      |
| 1955/1956 | Dänemark: Einzelmeisterschaften             | Herrendoppel | 1     | Preben Dabelsteen                   |
| 1955/1956 | Deutschland: Internationale Meisterschaften | Mixed        | 2     | Hanne Jensen                        |
| 1955/1956 | Deutschland: Internationale Meisterschaften | Herreneinzel | 3     | -                                   |